# 체케바 하체미

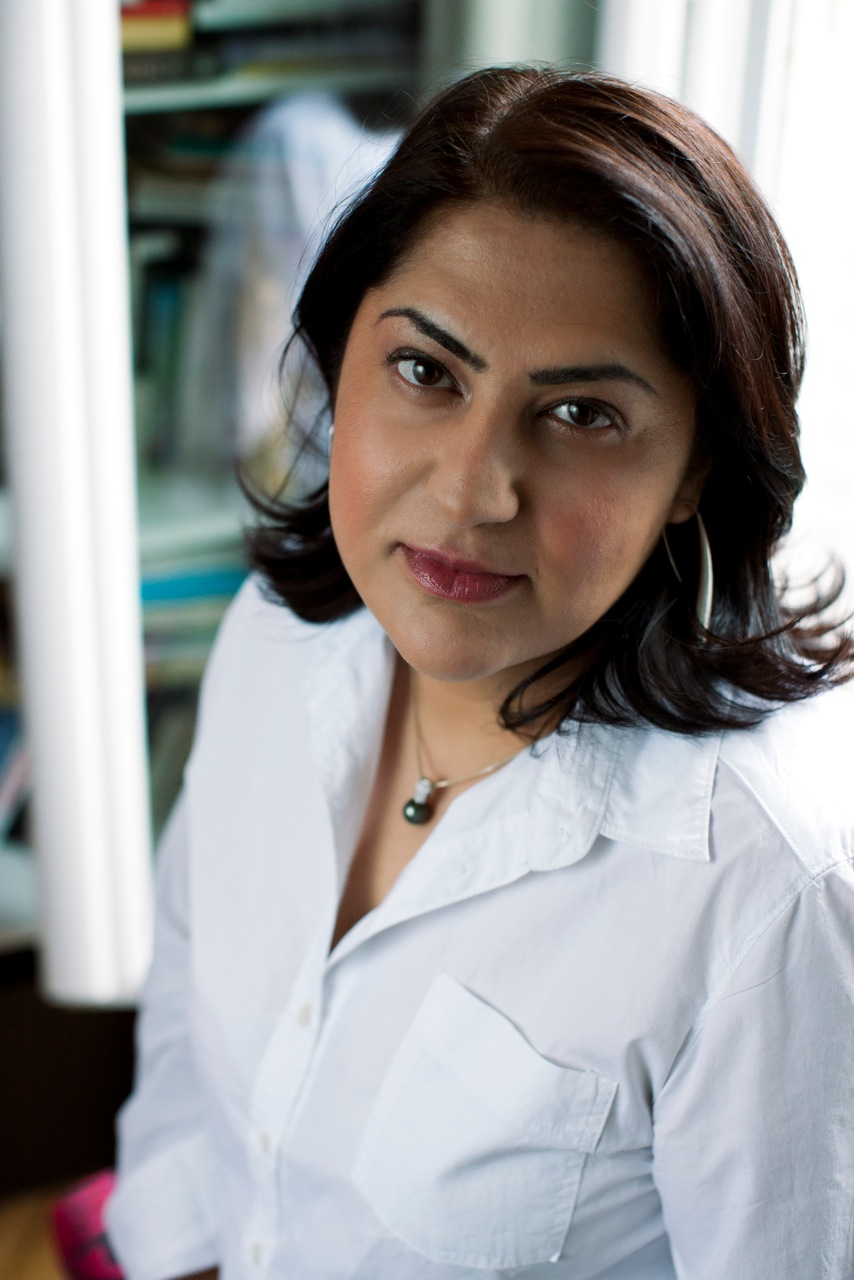

체케바 하체미(프랑스어: Chékéba Hachemi, 1974년 5월 20일 ~ )는 아프가니스탄의 여권운동가, 외교관이다.
1974년 5월 20일 카불에서 태어났으며, 11세 때 소련의 아프가니스탄 침공을 피해 프랑스로 도주, 프랑스에서 학업을 마치고 경제학 학사 학위를 받았다. 1996년 아프가니스탄과 프랑스의 동료들과 함께 아프가니스탄 자유협회를 창립하고 초대 협회장을 지냈다. 아프가니스탄 내전 때는 아흐마드 샤 마수드의 편에 서서 인권정책 계획을 도왔다.
2001년 탈레반 정권이 무너지고 수립된 과도정부에서 아프간 역사상 최초의 여성 외교관으로 임명되었으며, 2002년 1월에는 주유럽 아프간 대사관 초대 간사장으로 임명되었다. 2005년에는 마수드의 아내 세디카의 회고록을 공저했다.